# Alejandro Severo

Marco Aurelio Severo Alejandro (en latín: Marcus Aurelius Severus Alexander; Arca Cesarea, Siria, 1 de octubre de 208-Mogontiacum, Germania Superior, 18 de marzo de 235), también llamado Alejandro Severo, fue emperador romano desde el año 222 hasta el año 235, último de la dinastía Severa.
Nació en la ciudad de Arca Cesarea, en el actual Distrito de Accar, Líbano. Era hijo de Gesio Marciano y de Julia Mamea y nieto de Julia Mesa. Su nombre de nacimiento era Marco Julio Gesio Basiano Alexiano (en latín, Marcus Iulius Gessius Bassianus Alexianus). Sucedió a su primo Heliogábalo, tras su asesinato en 222, y terminó su reinado también asesinado, dando comienzo a la época conocida como la crisis del siglo III.

## Ascenso
Apercibidas su abuela y su madre de que el emperador Heliogábalo perdía el apoyo popular y militar debido a sus excesos y extravagancias, prepararon con gran esmero al joven Alejandro para que fuera el sucesor al trono, para lo que fue instruido  en todas las artes, en el derecho y en instrucción militar. Consiguieron que Heliogábalo lo adoptara el 16 de junio de 221 y le nombrara césar como su sucesor legítimo y a partir de este momento cambió su nombre por el de Severo Alejandro. Cuando llegó a emperador se le otorgaron los títulos de augusto, pater patriae y pontífice máximo.
Tras el asesinato de Heliogábalo en 222 y gracias a las acciones propagandísticas de su madre y de su abuela, tanto el Senado como el pueblo desearon ver al joven Alejandro en el trono. Fue proclamado emperador con trece años el 13 de marzo de 222, tan sólo dos días después de la muerte de su predecesor. El gobierno quedó, en gran parte, en manos de su madre y, especialmente, en las de su abuela que se convirtió en la auténtica gobernante en la sombra. Ambas se dedicaron, de inmediato, y ayudadas por determinados círculos del senado, a sanear las finanzas que habían quedado arruinadas por Heliogábalo, establecieron un sistema de pagas para el aparato de funcionarios del imperio y además se empezó a reformar el sistema jurídico. Sin embargo, los recortes en el presupuesto militar le costaron a Alejandro la antipatía de los soldados.

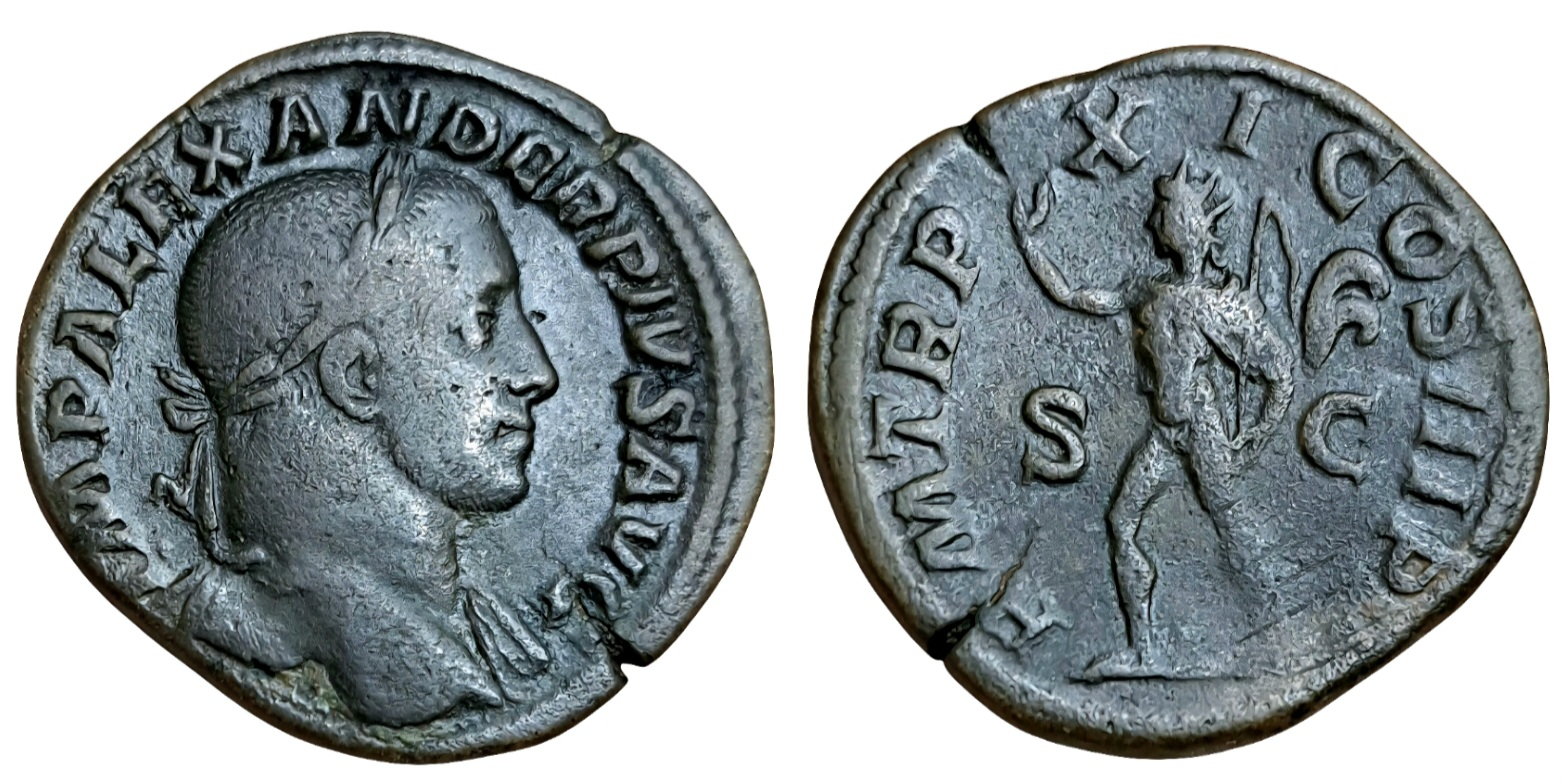
Moneda de bronce de Alejandro Severo

Los historiadores, como Dión Casio que ocupaba el cargo de cónsul, describen el carácter de Alejandro Severo como tranquilo y pacífico. Anuló las restricciones religiosas, devolvió los templos del dios Sol a su función inicial y devolvió la piedra de Emesa a Siria.
El 28 de agosto de 225 Alejandro contrajo matrimonio con Salustia Barbia Orbiana, aunque algunas fuentes dan como fecha de la boda el año 226, pero no tuvieron descendencia. Dos años después, Orbiana fue desterrada a Libia, probablemente por exigencias de Julia Mamea, debido a los celos y al intento de eliminar una posible rival en el poder. Además hizo ejecutar por el cargo de intento de asesinato del emperador a Seyo Salustio, padre de Orbiana, que contaba con muchos apoyos en el ejército.

## Campañas

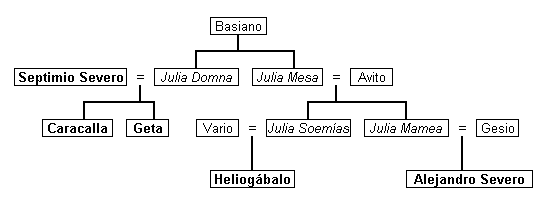
Árbol genealógico de los emperadores de la dinastía Severa. El parentesco viene determinado a través de las madres y esposas (en cursiva), como ya había ocurrido durante la dinastía Antonina.

Durante el mandato de Alejandro los sasánidas empezaron a establecer su nuevo imperio sustituyendo a los partos en la frontera este del imperio romano. Su tendencia expansiva, ya que querían recuperar los territorios del antiguo imperio Aqueménida, amenazó también al Imperio romano y a partir de 230 atacaron la provincia de Mesopotamia pasando el Éufrates. Alejandro reunió un ejército para empezar su campaña militar en 231, pero las pérdidas fueron enormes para ambas partes y, por tanto, Ardacher, rey de los sasánidas, decidió retirarse de las provincias recién conquistadas. Alejandro consideró este acontecimiento como una victoria y lo celebró con una marcha triunfal el 25 de septiembre de 233.
Un año más tarde, los germanos amenazaron las fronteras al norte del imperio. Alejandro se aproximó con sus tropas y, para ganar tiempo, envió regalos a los enemigos, hecho visto como una ofensa por sus propios soldados que habían sufrido los recortes en los gastos militares. En un campamento, cerca de Moguntiacum, se produjo un motín entre los soldados y asesinaron a Alejandro Severo y a su madre y proclamaron a Maximino el Tracio como emperador. Cuando fue asesinado, Alejandro tenía 26 años.

## Consecuencias
Aunque el Senado condenó al emperador y a su gobierno tras el ascenso de su sucesor, posteriormente fue deificado, cuando murió Maximino en 238, a la vez que su damnatio memoriae fue anulada.
El reinado de Alejandro Severo representa el último intento de gobierno civil del Imperio Romano. A partir de su muerte se impuso la dominación militar y también dio comienzo un largo período de anarquía, la crisis del siglo III: en los siguientes 50 años reinaron 26 emperadores, muchos otros aspiraron al trono y solamente uno de ellos no murió de forma violenta.
Alejandro Severo fue un emperador que respetó a los cristianos. Según algunas fuentes, incluso barajó la posibilidad de construir templos para ellos y considerar a Cristo como uno más entre los dioses romanos.